# Тамга (животное)
Та́мга (лат. Tamga hamulifera) — вид маленьких животных, ископаемые остатки которых найдены в вендских отложениях Белого моря.

## Этимология
Родовое название происходит от тюркского родового знака — тамги, а видовое составлено из слов лат. hamulus — «крючок» и др.-греч. φέρω — «носить».

## Описание
Тамга имеет дискообразное тело длиной 3—5 мм с семью крючкообразными изомерами, расположенными в форме звезды внутри чётко выраженной несегментированной периферической зоны.
Тamga hamulifera, вероятно, связана с проартикулятами. Разделение на сегментированную и несегментированную зоны напоминает строение онеги, а форма сегментов делает её похожей на прекембридиума.